# Nowogród Bobrzański (gemeente)
De gemeente Nowogród Bobrzański is een stad- en landgemeente in het Poolse woiwodschap Lubusz, in powiat Zielonogórski.
De zetel van de gemeente is in Nowogród Bobrzański.
Op 30 juni 2004 telde de gemeente 9280 inwoners.

## Oppervlakte gegevens
In 2002 bedroeg de totale oppervlakte van gemeente Nowogród Bobrzański 259,41 km², waarvan:
- agrarisch gebied: 30%
- bossen: 59%

De gemeente beslaat 16,52% van de totale oppervlakte van de powiat.

## Demografie
Stand op 30 juni 2004:
| Omschrijving                   | Totaal | Totaal | Vrouwen | Vrouwen | Mannen | Mannen |
| ------------------------------ | ------ | ------ | ------- | ------- | ------ | ------ |
| eenheid                        | aantal | %      | aantal  | %       | aantal | %      |
| inwoners                       | 9299   | 100    | 4701    | 50,6    | 4598   | 49,4   |
| bevolkingsdichtheid (inw./km²) | 35,8   | 35,8   | 18,1    | 18,1    | 17,7   | 17,7   |

In 2002 bedroeg het gemiddelde inkomen per inwoner 1277,27 zł.

## Administratieve plaatsen (sołectwo)
Białowice, Bogaczów, Cieszów, Dobroszów Mały, Dobroszów Wielki-Popowice, Drągowina-Sobolice, Kaczenice, Klępina, Kotowice, Krzewiny, Krzywa, Łagoda, Niwiska, Pierzwin-Pielice-Kamionka, Podgórzyce-Turów, Przybymierz, Skibice, Sterków-Pajęczno, Urzuty, Wysoka.

## Aangrenzende gemeenten
Bobrowice, Brzeźnica, Dąbie, Jasień, Kożuchów, Lubsko, Świdnica, Zielona Góra, Żary